# Glans trapezia
Glans trapezia is een tweekleppigensoort uit de familie Carditidae. De wetenschappelijke naam werd gepubliceerd in 1767 door Carl Linnaeus.